# Watts Building
El Watts Building es un edificio de estilo art déco construido en 1927 en Birmingham, Alabama (Estados Unidos). Fue incluido en el Registro Nacional de Lugares Históricos en 1979.
Toma su nombre de su desarrollador original, Thomas Haynes Watts III. Fue renovado en 1999 por un costo de 6,1 millones de dólares. Esto dio como resultado 34 lofts residenciales y 2.787 metros cuadrados de espacio comercial.